# 朱雀二号运载火箭
朱雀二号运载火箭是中国民营航天企业蓝箭航天研制的一种中型液体运载火箭，火箭为两级构型设计，采用液氧和甲烷作为推进剂，目前有初始型与改进型（ZQ-2E）两个子型号。
朱雀二号于2023年7月12日首次成功实现入轨，是世界首个成功完成轨道级发射的液氧甲烷火箭。

## 发展历程
朱雀二号运载火箭于2017年9月立项，同年10月蓝箭航天开始论证并研制80吨级和8吨级两型液氧甲烷发动机，12月完成火箭型号方案论证，转入方案设计。
2018年蓝箭航天正式发布朱雀二号火箭型号。
2019年5月朱雀二号所用的80吨级液氧甲烷发动机（即天鹊-12）完成80%工况20秒整机试车，7月完成100%工况100秒整机试车。同年6月朱雀二号进入初样研制阶段。
2021年9月底朱雀二号转入试样研制阶段。
2022年1月，朱雀二号遥一火箭完成出厂前的总检查工作，具备出厂条件。
2022年12月14日朱雀二号首次发射失利，蓝箭航天表示火箭一级飞行、一二级分离、二级点火、整流罩分离均正常，二级主机关机后游机异常关机失去推力。后续公布故障原因是游机氧输送管与氧泵低压壳体连接部位刚度不匹配导致氧泵低压壳体在主机关机水击作用下破裂。
2023年3月底，朱雀二号遥二运载火箭在嘉兴蓝箭航天中心完成总装。5月12日火箭抵达酒泉卫星发射中心的蓝箭航天火箭发射场，开始进行发射准备工作。
2023年7月12日9时00分，朱雀二号遥二运载火箭在酒泉卫星发射中心发射升空，按程序完成了飞行任务，发射任务获得圆满成功，这也使得朱雀二号成为全球首枚实现入轨的液氧甲烷动力运载火箭。
2024年11月27日10时00分，朱雀二号改进型遥一运载火箭在酒泉卫星发射中心发射成功。
2025年8月15日9时17分，朱雀二号改进型遥三民营商业运载火箭在东风商业航天创新试验区发射升空后，火箭飞行异常，飞行试验任务失败。　

## 特性

### 初始型（ZQ-2）
朱雀二号研制之时是中国民营企业在研中的最大火箭，也是首枚液体火箭与首枚液氧甲烷火箭，其特性包括：
- 环保、无毒、无污染。
- 采用一体化集成电气系统，推进剂成本降低50%-90%。
- 实现标准化、通用化，全箭零部件种类减少50%。

朱雀二号于2023年7月12日完成首次成功发射，根据蓝箭航天信息，其取得的技术创新成果有：
- 全球首款液氧甲烷推进剂中型液体运载火箭。
- 中国首创低温液体火箭发动机转级控制技术实现重力牵制释放和故障诊断。
- 中国首创液体火箭发动机大型喷管激光焊接技术。
- 中国首创液体运载火箭甲烷自生增压技术。
- 中国首次实现低温液体火箭无人值守测控发射能力。
- 中国首次实现发动机变推力工况控制系统半实物仿真技术。
- 中国液体火箭发动机首次应用高精度高压低温调节器及低温弹簧蓄能动密封技术。
- 中国首次采用大推力双低温液体火箭发动机泵后摇摆技术。

### 改进型（ZQ-2E）
朱雀二号改进型是基于朱雀二号基本型改进的运载火箭，其一子级与基本型相同，二子级则采用共底贮箱和隧道输送管方案并使用真空型天鹊15A发动机，其运力略有提高。
朱雀二号改进型于2024年11月27日成功首飞，其技术特性包括：
- 中国首款采用全过冷加注的双低温液体运载火箭。
- 中国首创液体运载火箭双低温单层共底贮箱。
- 中国首创大尺寸高精度铌合金喷管加工制造技术。
- 中国运载火箭首次采用基于概率的大风区飞行载荷计算方法。
- 中国运载火箭首次采用取消正推火箭的级间冷分离方案。
- 中国运载火箭首次采用滑行段推进剂间歇沉底方案。

## 发射记录
| 飞行次序             | 火箭型号       | 火箭序号 | 起飞时间（UTC+8）       | 发射工位                                         | 有效载荷 | 卫星轨道     | 发射结果 | 备注 |
| -------------------- | -------------- | -------- | ----------------------- | ------------------------------------------------ | --- | ------------ | -------- | --- |
| 1                    | 朱雀二号       | 遥一     | 2022年12月14日 16时30分 | 酒泉卫星发射中心 96号工位                        | 不明 | 太阳同步轨道 | 失败     | 二级游机异常关机，未能入轨。故障定位于游机氧输送管与氧泵低压壳体连接部位刚度不匹配，低压壳体存在强度裕度不足，在主机关机水击作用下氧泵低压壳体破裂，引发游机异常关机故障。 |
| 2                    | 朱雀二号       | 遥二     | 2023年7月12日 09时00分  | 酒泉卫星发射中心 96号工位                        | 无有效载荷 | 太阳同步轨道 | 成功     | 世界首次液氧甲烷火箭实现入轨。 |
| 3                    | 朱雀二号       | 遥三     | 2023年12月9日 07时39分  | 酒泉卫星发射中心 96号工位                        | 鸿鹄卫星 天仪33卫星 鸿鹄二号卫星 | 太阳同步轨道 | 成功     | 首次发射实用载荷 |
| 4                    | 朱雀二号改进型 | 遥一     | 2024年11月27日 10时00分 | 酒泉卫星发射中心 东风商业航天创新试验区 96号工位 | 光传01、02试验星 | 低地球轨道   | 成功     | 改进型首次发射 |
| 5                    | 朱雀二号改进型 | 遥二     | 2025年5月17日 12时12分  | 酒泉卫星发射中心 东风商业航天创新试验区 96号工位 | 天仪29星（地质一号） 天仪34星（南科大一号） 天仪35星（南昌航空一号） 天仪42星（神启号02星） 天仪45星（北邮二号） 天仪46星（北邮三号） | 太阳同步轨道 | 成功     | [ 17 ] |
| 6                    | 朱雀二号改进型 | 遥三     | 2025年8月15日 09时17分  | 酒泉卫星发射中心 东风商业航天创新试验区 96号工位 | 不明 | 太阳同步轨道 | 失败     | [ 18 ] |
| \| 成功率：66.67% \| |                |          |                         |                                                  | |              |          | |
| 成功率：66.67%       |                |          |                         |                                                  | |              |          | |

### 数据统计
- 失利
- 部分失利
- 成功
- 计划